# 細川景一
細川 景一（ほそかわ けいいつ、1940年11月 - ）は、日本の臨済宗妙心寺派の僧侶。元同派の宗務総長、元学校法人花園学園理事長、花園大学学長、花園大学国際禅学研究所所長（兼任）、財団法人禅文化研究所理事長、所長、東京都世田谷区の龍雲寺住職。
日本画家の細川要子（旧姓：松原）は妻、同派元教学部長の松原泰道は義父、松原哲明は義兄。

## 略歴
- 1940年11月 - 愛知県中島郡平和村（現、稲沢市）に生まれる
- 1952年4月 - 龍雲寺前住職の細川宗源を頼って上京
- 1963年4月 - 駒澤大学仏教学部を卒業後、妙心寺で修行
- 1976年 - 龍雲寺住職となる
- 1977年 - 松原要子と結婚
- 1994年 - 禅文化研究所理事長となる
- 1997年 - 妙心寺派の宗務総長となり、学校法人花園学園理事長を兼任する
- 1999年 - 禅文化研究所所長となる
- 2002年 - 再度、禅文化研究所所長となる
- 2011年 - 花園大学学長となる
- 2015年3月 - 花園大学学長を退任

## 著書
- 『白馬芦花に入る』（柏樹社、1987年→禅文化研究所、2001年）
- 『禅の名著を読む』（佼成出版社、1995年）
- 『枯木再び花を生ず』（禅文化研究所、2000年）

### 論文
- CiNii>細川景一